# Хрватска дворска канцеларија
Краљевска далматинско-хрватско-славонска дворска канцеларија (негде и Хрватска дворска канцеларија) је била дворска канцеларија у Бечу као облик хрватског министарства у престоници Аустроугарске и врховна управна власт од 1860. до 1869. године којој су били подређени сви органи управе у Хрватској, а у чију су надлежност спадали и сви општи и посебни послови некадашњих централних бечких министарстава према Хрватској, али с посебним освртом на њен засебан уставни положај.